# العلاقات الصومالية الميانمارية
العلاقات الصومالية الميانمارية هي العلاقات الثنائية التي تجمع بين الصومال وميانمار.

## مقارنة بين البلدين
هذه مقارنة عامة ومرجعية للدولتين:
| وجه المقارنة                                              | الصومال                        | ميانمار          |
| --------------------------------------------------------- | ------------------------------ | ---------------- |
| المساحة (كم2)                                             | 637.66 ألف                     | 676.58 ألف       |
| عدد السكان (نسمة)                                         | 14.74 مليون                    | 53.37 مليون      |
| الكثافة السكانية (ن./كم²)                                 | 23.12                          | 78.88            |
| العاصمة                                                   | مقديشو                         | نايبيداو، يانغون |
| اللغة الرسمية                                             | اللغة الصومالية، اللغة العربية | اللغة البورمية   |
| العملة                                                    | شلن صومالي                     | كيات ميانماري    |
| الناتج المحلي الإجمالي (بليون دولار)                      | 7.37 مليار                     | 69.32 مليار      |
| الناتج المحلي الإجمالي (تعادل القوة الشرائية) بليون دولار |                                | 282.95 مليار     |
| الناتج المحلي الإجمالي الاسمي للفرد دولار أمريكي          | 549                            | 1.16 ألف         |
| الناتج المحلي الإجمالي للفرد دولار أمريكي                 |                                |                  |
| مؤشر التنمية البشرية                                      |                                | 0.536            |
| رمز المكالمات الدولي                                      | +252                           | +95              |
| رمز الإنترنت                                              | .so                            | .mm              |
| المنطقة الزمنية                                           | ت ع م+03:00                    | ت ع م+06:30      |

## منظمات دولية مشتركة
يشترك البلدان في عضوية مجموعة من المنظمات الدولية، منها:
| علم المنظمة | اسم المنظمة                   | تاريخ انضمام الصومال | تاريخ انضمام ميانمار |
| ----------- | ----------------------------- | -------------------- | -------------------- |
|             | مؤسسة التنمية الدولية         | 31 أغسطس 1962        | 5 نوفمبر 1962        |
|             | مؤسسة التمويل الدولية         | 31 أغسطس 1962        | 3 ديسمبر 1956        |
|             | منظمة حظر الأسلحة الكيميائية  | ?                    | ?                    |
|             | الأمم المتحدة                 | 20 سبتمبر 1960       | 19 أبريل 1948        |
|             | الاتحاد الدولي للاتصالات      | 28 سبتمبر 1962       | 15 سبتمبر 1937       |
|             | منظمة الشرطة الجنائية الدولية | ?                    | ?                    |
|             | البنك الدولي للإنشاء والتعمير | 31 أغسطس 1962        | 3 يناير 1952         |
|             | الاتحاد البريدي العالمي       | ?                    | ?                    |
|             | يونسكو                        | 15 نوفمبر 1960       | 27 يونيو 1949        |

## وصلات خارجية
- موقع وزارة الخارجية الصومالية
- موقع وزارة الخارجية الميانمارية